# IC 27
IC 27 ist eine Galaxie vom Hubble-Typ S? im Sternbild Walfisch am Südsternhimmel. Sie ist rund 316 Millionen Lichtjahre von der Milchstraße entfernt und hat einen Durchmesser von etwa 55.000 Lichtjahren.

Weitere Objekte in optischer Nähe sind IC 28 und PGC 143569.
Entdeckt wurde das Objekt am 4. November 1891 vom französischen Astronomen Stéphane Javelle.